# داويت كواتشادس
داويت كواتشادس (مواليد 1951) هو ملاكم من الاتحاد السوفيتي، مثّل بلاده في الألعاب الأولمبية الصيفية 1980.

## روابط خارجية
داويت كواتشادس على موقع أوليمبيديا (الإنجليزية)